# Intrawest
Intrawest was een van oorsprong Canadees projectontwikkelaar, vastgoedbedrijf en reisagentschap. De hoofdzetel bevond zich in het Amerikaanse Denver (Colorado). Intrawest was vooral actief als ontwikkelaar, eigenaar en uitbater van resorts, zoals wintersportgebieden. Het bedrijf werd in 1976 opgericht en werd in 2006 opgekocht door de Fortress Investment Group. In 2017 werd Intrawest opgekocht door KSL Capital Partners en Henry Crown and Company, waarna het ophield te bestaan. De wintersportgebieden gingen op in het nieuwe bedrijf Alterra Mountain Company. 
Wintersportgebieden waarvan Intrawest (mede-)eigenaar was, waren Arc 1950, Blue Mountain, Mammoth Mountain Ski Area, Snowshoe Mountain, Steamboat Ski Resort, Stratton Mountain Resort, Mont Tremblant Resort, Whistler Blackcomb en Winter Park Resort. Verder had Intrawest een helikopterreisagentschap in Canada.